# ضفدع غيريران النمري
ضفدع غيريران النمري (الاسم العلمي: Rana omiltemana) (بالإنجليزية: Guerreran leopard frog)‏ هو نوع من البرمائيات يتبع جنس الضفدع الحقيقي من فصيلة الضفادع الحقيقية.